# Problémy historicko-filosofické vědy
Problémy historicko-filosofické vědy (rusky Проблемы историко-философской науки) je monografie Teodora Ojzermana.

## Obsah
Tato práce je první částí trilogie a zabývá se takovými, podle všeobecného mínění nedostatečně prozkoumanými a v mnohém diskusními otázkami, jako jsou specifika filozofické formy poznání, svéráznost problematiki filozofie, její ideologické funkce, povaha filozofického sporu atd.

## Vydání
V Sovětském svazu dílo vyšlo v dvou vydáních. Kniha byla přeložena do několika světových jazyků včetně slovenštiny.

## Ohlasy
Kniha vyvolala velký ohlas a širokou diskusi v sovětské odborné literatuře. Tato monografie podle mínění prof. Kasavina zahájila novou stránku v marxistickém pochopení podstaty filozofického vědění.

## Překlady do slovenštiny
- OJZERMAN, Teodor Il'jič. Problémy filozofie a filozofie dejín (původním názvem: Problemy istoriko-filosofskoj nauki). Překlad z ruského originálu: Peter Barták. 1. vyd. Bratislava: Pravda, 1976. 440 s. (Filozofické odkazy). (slovensky)